# Buddy Lazier
Robert "Buddy" Lazier, född 31 oktober 1967 i Vail i Colorado, är en amerikansk före detta racerförare.

## Racingkarriär
Efter att ha vunnit Indianapolis 500 1996 blev Lazier mästare den femte gången som Indy Racing League arrangerades (2000). Han tävlade i nio år för Hemelgarn Racing, för vilka han vann samtliga sina åtta delsegrar. Han slutade efter 2006 års säsong med heltidskörandet, därför att han inte fick någon plats till 2007 års säsong, på grund av försämrade resultat.

## IndyCar

### Segrar
| Nr | Bana             | År   |
| -- | ---------------- | ---- |
| 1  | Indianapolis 500 | 1996 |
| 2  | Charlotte        | 1997 |
| 3  | Phoenix          | 2000 |
| 4  | Kentucky         | 2000 |
| 5  | Pikes Peak       | 2001 |
| 6  | Richmond         | 2001 |
| 7  | Nashville        | 2001 |
| 8  | Kentucky         | 2001 |

### Andraplatser
| Nr | Bana             | År   |
| -- | ---------------- | ---- |
| 1  | Indianapolis 500 | 1998 |
| 2  | Dover            | 1998 |
| 3  | Dover            | 1999 |
| 4  | Disney World     | 2000 |
| 5  | Indianapolis 500 | 2000 |
| 6  | Atlanta          | 2000 |

### Tredjeplatser
| Nr | Bana        | År   |
| -- | ----------- | ---- |
| 1  | Las Vegas   | 1998 |
| 2  | Phoenix     | 2001 |
| 3  | Kentucky    | 2002 |
| 4  | Chicagoland | 2002 |

### Pole position
| Nr | Bana         | År   |
| -- | ------------ | ---- |
| 1  | Disney World | 1996 |
| 2  | Texas        | 2000 |

### Snabbaste varv
| Nr | Bana             | År   |
| -- | ---------------- | ---- |
| 1  | Pikes Peak       | 1999 |
| 2  | Indianapolis 500 | 2000 |
| 3  | Kentucky         | 2000 |
| 4  | Richmond         | 2001 |
| 5  | Nashville        | 2001 |
| 6  | Richmond         | 2002 |